# 意大利共产党
意大利共产党，简称意共（PCI），是意大利历史上的一个共产主义政党，曾是西欧人数最多的共产党。1921年，该党在里窝那成立，当时取名为“意大利共产党（Partito Comunista d'Italia，缩写为PCd'I）”。1926年，墨索里尼法西斯政权禁止該黨活动。1943年5月15日，流亡莫斯科的该党领导层将党的名称改为“意大利共产党（Partito Comunista Italiano，缩写为PCI）”。1948年—1991年，该党一直是意大利最大的反對黨。1991年2月3日，该党宣布放弃共产主义意识形态，并改組为左翼民主党。

## 历史

### 成立前的革命風潮（1919年—1920年）
第一次世界大戰後，義大利陷入嚴重的危機之中，革命形勢高漲、義大利社會黨內的分歧路線，加上與第三國際間的關係，導致社會黨的分裂。
1919年10月社會黨棄權派正式成立。
1920年是無產階級暴動最激烈的一年，共發生罷工與停工事件兩千餘起左右，革命浪潮高漲到頂點。10月底，義大利社會黨內的共產主義分子（主要包括棄權派、新秩序派、及少部分的最高綱領派）在米蘭集會，會後發表宣言，將把社會黨轉變為一個新的、高度權力集中的黨，改名為義大利共產黨。

### 義大利共產黨的成立與挫敗（1921年—1926年）
1921年1月，從社會黨的代表大會會場離開召開義大利共產黨的成立大會，選出中央委員15人，執行委員會5人，分別是阿马迪奥·博尔迪加、鲁杰罗·格里埃科、翁贝托·特拉西尼、路易吉·雷波西、布鲁诺·福蒂基亚里，由棄權派的博爾迪加領導（博爾迪加在成立義共後旋即解散了棄權派） ，其餘10位中央委員為：安布罗吉奥·贝罗尼、尼古拉·邦巴奇、埃吉迪奥·真纳里、安东尼奥·葛兰西、安塞尔莫·马拉比尼、弗朗西斯科·米西亚诺、乔瓦尼·帕罗迪、路易吉·波拉诺、切萨雷·塞萨和卢多维科·塔西亚。設總部於米蘭，改《新秩序》週刊為日報，並發刊《共產黨人》，加入「第三國際」。4月義大利大選意共獲29萬張選票，而社會黨獲150萬張選票，黨員僅4萬人左右。6月，第三國際第三次世界代表大會採取退卻路線。12月第三國際宣布「統一戰線」，聯合第二國際、第二半國際、阿姆斯特丹國際協同工作。
1922年3月，義共在羅馬召開第二次代表大會，通過《羅馬提綱》與來自下面的統一戰線。10月，墨索里尼進軍羅馬。12月，第三國際「四大」，做成義大利問題的決議：合併義大利社會黨與共產黨。
1923年2月，博爾迪加被捕。4月，義大利社會黨大會，反對第三國際「四大」的決議案。6月，第三國際第三次擴大執委會，決議設立義共新領導小組。該小組由帕尔米罗·陶里亚蒂、安吉洛·塔斯卡、毛罗·斯科西马罗、朱塞佩·沃塔、布鲁诺·福蒂基亚里組成，後以埃吉迪奥·真纳里取代福蒂基亚里。9月，陶里亞蒂、塔斯卡、沃塔被捕。10月，義大利當局釋放被捕的義共領導人物。
1924年2月，《團結報》创刊。4月，義大利依法西斯政權新選舉法選舉義共獲得27萬張票，葛蘭西等19名代表選入議會。6月，「馬泰奧蒂被殺事件」在義大利掀起反法西斯浪潮。第三國際「五大」，號召「布爾什維克化」。8月，葛蘭西任義共總書記。
1925年2月，義共中央委員會討論蘇共黨爭。11月，法西斯當局嚴厲鎮壓反對派。12月，蘇共「十四大」，通過史達林的一国社会主义。

### 法西斯專政下的義大利共產黨（1926年—1943年）
1926年1月，義共在里昂召開「三大」，通過《里昂提綱》。10月，義共中央致蘇共中央的信對於蘇共黨爭表示關切和憂慮。11月，葛蘭西與大量義共黨員被捕，法西斯全面專政。陶里亞蒂在莫斯科接掌義共總書記，組織流亡政黨。
1927年3月，義共在巴黎發刊《工人國家》作為黨的機關刊物；隆哥則負起青年工作的責任。
1928年5、6月，法西斯政權以陰謀罪、鼓動煽起仇恨、內戰、叛亂，通過暴力改變憲法和國家形式罪審判葛蘭西等義共黨員，判處葛蘭西、羅維塔 、史科奇馬諾二十年四個月零五天的徒刑；特拉奇尼二十二年九個月零五天的徒刑。7月，第三國際「六大」，通過「第三時期」路線。
1929年2月，葛蘭西開始撰寫《獄中札記》。4月，史達林鬥垮布哈林派，清除國際布哈林派。陶里亞蒂開除塔斯卡。
1930年1月，陶里亞蒂開除「三人反對派」。特拉奇尼在獄中表示反對陶里亞蒂的行動。
1935年7月，第三國際「七大」，宣佈「人民戰線」。
1937年4月27日，葛蘭西逝世。6月，義共採用「制憲會議」為人民戰線的形式。
1936~1939年，西班牙內戰，義共志願加入第三國際的國際旅，支援西班牙共產黨。義共副總書記隆哥任國際旅總政委。
1939年9月，德國入侵波蘭，第二次世界大戰爆發。
1943年6月，史達林解散第三國際。7月，英美聯軍登陸義大利西西里島。9月，義大利巴多里奧政府與同盟國簽署休戰協定，義共合法公開活動。
1943年10月，巴多里奧政府向納粹德國宣戰，義大利分裂為二，北方為德軍佔領與法西斯羽黨統治的傀儡政權意大利社會共和国，南方為親盟軍的意大利政府。意共在北方德占区组织了强大的游击队“加里波第旅”。

### 陶里亞蒂與戰後路線（1944年—1964年）
1944年1月，意大利共產黨、義大利社會黨和行動黨攻擊巴多里奧政府，要求廢止君主制，成立“義大利制憲會議”，統一全國。4月，陶里亞蒂返國。陶里亞蒂在萨莱诺發表公開演講「共产党的民族团结政策」，說明義共的新路線，史稱「萨莱诺转折」。7月，英美聯軍攻克罗马。 10月，陶里亞蒂在佛罗伦萨演講：「在當前的局勢中，我們黨的任務」。
1945年4月28日，墨索里尼被游擊隊處決。2日后，希特勒自杀。5月8日，德國投降。8月15日，日本無條件投降，軸心國正式瓦解。二战隨之结束。
1946年6月，義大利公民投票決定廢除君主制。義大利大選，義共獲18.9%的選票，位居第三大黨。黨員達170萬。7月—10月，巴黎和會，來自二十一國代表商討對義大利、羅馬尼亞、保加利亞、匈牙利及芬蘭諸國的和平草約。
1947年10月，苏联、法国、義大利、波兰、捷克斯洛伐克、匈牙利、羅馬尼亞、南斯拉夫等國共產黨组成共产党和工人党情报局。安东尼奥·葛兰西《獄中書信》出版。1948－1951年，葛蘭西《獄中札記》分兩卷出版。1948年意大利大选中，通过苏联的大规模资金支持，意共获得了30%的选票，位居国会第二大党席位。
1949年11月，共产党和工人党情报局在布達佩斯舉行第二次會議。
1956年2月，蘇共「二十大」，赫魯曉夫秘密演說攻擊史達林。蘇共進行改革。4月，共产党和工人党情报局宣布解散。5月，陶里亞蒂赴南斯拉夫會見鐵托，學習南斯拉夫經驗。陶里亞蒂接受《新內容》雜誌的訪問，發表有關史達林、蘇共以及國際共運的談話。
同年6月，波蘭发生大规模抗议事件。10月，匈牙利爆发反对苏联统治的革命，意大利共产党随之发生分裂，据意共机关报《团结报》，包括帕尔米罗·陶里亚蒂和乔治·纳波利塔诺在内的意共领导人和大部分普通党员支持苏联镇压起义的行为。然而，共产主义工会组织意大利劳工联合会总书记吉赛普·蒂·维多里奥公开声明反对意共领导人的观点，其他著名党员如安东尼奥·乔利蒂、洛里斯·福图纳和其他党内有影响力的人士也表示了反对。而意共的密切盟友意大利社会党领袖彼得罗·南尼也反对苏联干预。2006年，纳波利塔诺当选了意大利总统，在2005年所写的自传中，他表示他为当年自己为苏联在匈牙利的所作所为辩解感到后悔。他说当时他认为党的团结和苏联对共产主义的领导更为重要。。12月，義共「八大」，提出新路線。
1956年—1962年，德拉沃爾學派主持義共《社會》雜誌。
1957年4月，義共召開紀念葛蘭西逝世二十週年大會，陶里亞蒂以「葛蘭西的理論與實踐在今天的適切性」為題發表演講。
1958年，義共召開葛蘭西研究大會，陶里亞蒂發表《葛蘭西與列寧主義》論文。
1960年，中蘇交恶。在義共「九大」上義共决议支持蘇联。
1962年，義共解散《社會》雜誌的編輯部。11月，中共中央發表《陶里亞蒂同我們的分歧》。
1963年1月，義共「十大」，提出「結構改革」與「逐步發展」路線。3月，中共中央發表《再論陶里亞蒂同我們的分歧》。4月，義大利大選，義共獲25.3%的選票，躍居第二大黨。
1964年8月，陶里亞蒂病逝於雅爾達，路易吉·隆哥繼任義共總書記。9月，路易吉·隆哥在義共的機關刊物《再生》公布陶里亞蒂的《雅爾達備忘錄》。柯雷蒂脫離義共。

### 隆哥時期的路線論爭（1964年—1972年）
1964年—1966年，義共左右兩派辯論。
1966年1月，義共「十一大」，義共左派受挫，義共確認繼續陶里亞蒂方向。
1968年1月，捷克布拉格之春。5月，法國五月風暴，波及西歐各國。8月，蘇聯入侵捷克，義共總書記路易吉·隆哥指責蘇聯入侵行動。
1969年2月，義共在波洛納召開「十二大」，隆哥、貝林格中派獲勝，提出繼續發展陶里亞蒂的新路線。8月，義共左派領袖乔治·阿门多拉發表論文《一個擁護政府的政黨》，提出參政問題。10月，義共就“宣言派”问题展開辯論。12月，義共将宣言派開除出黨。

### 貝林格與「歷史性妥協」路線（1972年—1980年）
1972年3月，義共「十三大」，貝林格當選為總書記，路易吉·隆哥出任義共主席。
1973年10月，義共總書記貝林格撰寫「歷史性妥協」系列論文。
1974年12月，義共「十四大」；義共接受北約，支持美蘇和解，並提出克服歐洲軍事集團對立局面。
1975年5月義大利地方選舉，義共獲32%的選票。7月，義共與西共領導階層集會，發表宣言。11月，義共與法共領導階層集會，發表宣言。
1976年6月，義大利大選，義共獲34.4%的選票，為歷史最高紀錄，國會議員由179位提高為227位，義共的彼得罗·英格拉奥當選為意大利议会議長。此外，義共獲取七個國會委員會召集人的位置。貝林格接受「欧洲共产主义」一詞。
1977年1月，貝林格提出「紧缩—转变意大利的机会」。3月，意大利、法国和西班牙三國共產黨領袖在马德里集會，三黨接受欧洲共产主义的提法。義大利局部地方選舉，義共獲28.8%的選票，減少9.5%。
1978年5月，義大利地方選舉，義共獲26.5%的選票，減少9.1%。
1979年4月，義共「十五大」，修改黨章有關黨員的規定。6月，義大利大選，義共獲30.4%的選票，減少4%。12月，義共指責蘇聯入侵阿富汗。
1980年4月，義共總書記貝林格率團訪問中华人民共和国，恢復意共和中共兩黨關係。12月，義共放棄「歷史性妥協」路線，代之以「民主替代」路線。
1981年2月，義共同蘇共在阿富汗和波蘭問題上存在嚴重分歧，故宣布義共總書記貝林格不出席蘇共二十六大，由巴葉塔率團參加。
1982年1月，義共中央委員會通過貝林格對蘇聯體制的批評意見，義共與蘇共論戰。10月，蘇共中央委員瓦季姆·扎格拉金訪問義共，緩和蘇共與義共的緊張關係。
1983年3月，義共「十六大」，貝林格提出「民主替代」路線的綱領並再當選為總書記，修改黨章，納塔當選為中央監察委員會主席。6月，義大利大選，義共獲29.9%的選票，與天主教民主黨只相差3%。
1984年6月，貝林格逝世，納塔繼任義共總書記。義共在歐洲議會選舉中獲33.3%，超過天主教民主黨0.3%，為義共第一次領先義大利各黨。
1985年5月，義大利地方選舉，義共獲得30.2%的選票，落後天主教民主黨4%，損失了羅馬市長的寶座。6月，義共所提「工資指數公民投票案」以45.7％對54.3％落敗。
1986年1月，納塔訪問蘇联，調整義共與蘇共的關係，雙方在尊重各黨獨立的基礎上發展新關係。4月，義共在佛羅倫斯召開「十七大」，納塔當選總書記，中央委員擴為216員，中央監察委員擴為61員，全國代表大會改每三年召開一次，義共繼續發展「民主的輪替」路線。6月，中共總書記胡耀邦訪問義大利，宣稱两党的關係堪稱國際共产党間的典範。

### 轉型和改組 （1988年—1991年）
1989年11月12日，即柏林墙倒塌三天后，意大利共产党总书记阿吉利·奥凯托在博洛尼亚地区的前游击队员和共产党积极分子的会议上宣布意大利共产党将作出“重大变革” ，史称“博洛尼亚转折”。奥凯托提议解散意大利共产党，并建立一个新的左翼政党。
受東歐劇變和蘇聯解體影响，意大利共产党最终于1991年2月3日放棄共產主義綱領，并改組为左翼民主党。左翼民主党再經過多次重組後，成為现在的民主黨。
意共中不满改组的成员另外建立重建共产党，该党后来多次分裂。

## 历任总书记
| 姓名              | 任期                    |
| ----------------- | ----------------------- |
| 阿马迪奥·博尔迪加 | 1921年—1923年（事实上） |
| 新領導小組        | 1923年—1924年           |
| 安東尼奧·葛蘭西   | 1924年8月—1926年11月9日 |
| 帕尔米罗·陶里亚蒂 | 1926年11月—1934年       |
| 鲁杰罗·格里埃科   | 1934年—1938年           |
| 帕尔米罗·陶里亚蒂 | 1938年—1964年           |
| 路易吉·隆哥       | 1964年—1972年           |
| 恩里科·贝林格     | 1972年—1984年           |
| 阿雷桑德罗·纳塔   | 1984年—1988年           |
| 阿吉利·奥凯托     | 1988年—1991年           |

### 书籍
- 熊自健，《義大利共產黨的歷史道路》，臺灣商務印書館，1989年5月初版。